# Équation d'Hugoniot
L'équation d'Hugoniot, utilisée en mécanique des fluides, décrit le comportement d'un écoulement isentropique stationnaire dans un volume fermé de section lentement variable. Cette dénomination en l'honneur de Pierre-Henri Hugoniot n'est pas universellement utilisée,.

## Écoulement quasi-unidimensionnel
Dans une conduite ou une tuyère la variation lente de l'aire de la section droite permet d'assimiler l'écoulement à un écoulement en une dimension moyennant l'hypothèse :
{\displaystyle V_{y},V_{z}<<V_{x}}
Soit {\displaystyle A(x)} l'aire et {\displaystyle f(x,y,z)} la quantité caractéristique à laquelle on s'intéresse. On écrit cette quantité sous forme d'une partie principale moyenne et d'un écart local à cette valeur :
{\displaystyle f={\bar {f}}(x)+{\tilde {f}}(x,y,z)}
{\displaystyle {\tilde {f}}} étant supposé en {\displaystyle {\mathcal {O}}(\epsilon )} on peut écrire :
{\displaystyle {\overline {f\,g}}\simeq {\bar {f}}\,{\bar {g}}}
et
{\displaystyle {\overline {\frac {\partial f}{\partial x}}}\simeq {\frac {\partial {\bar {f}}}{\partial x}}}
Ces relations vont nous permettre de moyenner les termes de l'équation d'Euler, non linéaire.

## Équations d'Euler instationnaires
Dans le domaine {\displaystyle {\mathcal {D}}} contenant le fluide, limité par la surface {\displaystyle \partial {\mathcal {D}}}, de normale sortante {\displaystyle \mathbf {n} } on peut écrire les bilans de conservation pour les équations d'Euler sous la forme suivante :
- on suppose nulle la masse entrante sur les parois :

{\displaystyle {\frac {\mathrm {d} }{\mathrm {d} t}}\int _{x_{1}}^{x_{2}}\int _{A}\rho \,da\,dx=-\int _{\partial {\mathcal {D}}}\rho \mathbf {V} \cdot \mathbf {n} \,da\simeq -\left[\int _{A(x)}\rho V_{x}\,da\right]_{x_{1}}^{x_{2}}}
À l'ordre 0 en {\displaystyle \epsilon } et en utilisant l'expression donnant la moyenne d'un produit :
{\displaystyle \int _{x_{1}}^{x_{2}}A{\frac {\partial {\bar {\rho }}}{\partial t}}dx=-\left[A\,{\bar {\rho }}\,{\bar {V}}\right]_{x_{1}}^{x_{2}}}
Soit en dérivant :
{\displaystyle A\,{\frac {\partial {\bar {\rho }}}{\partial t}}+{\frac {\partial }{\partial x}}(A\,{\bar {\rho }}\,{\bar {V}})=0}
- en effectuant les mêmes opérations sur la quantité de mouvement et en utilisant l'équation de continuité on obtient :

{\displaystyle {\bar {\rho }}\left({\frac {\partial {\bar {V}}}{\partial t}}+{\bar {V}}{\frac {\partial {\bar {V}}}{\partial x}}\right)=-{\frac {\partial {\bar {p}}}{\partial x}}}
- de même pour l'équation de l'énergie en utilisant les équations de continuité et de quantité de mouvement :

{\displaystyle {\bar {\rho }}\left({\frac {\partial {\bar {e}}}{\partial t}}+{\bar {V}}{\frac {\partial {\bar {e}}}{\partial x}}\right)=-{\frac {\bar {p}}{A}}{\frac {\partial }{\partial x}}(A{\bar {V}})}

## Équations stationnaires
Elles découlent trivialement des précédentes :
- bilan de masse :

{\displaystyle {\frac {\mathrm {d} }{\mathrm {d} x}}(A\,{\bar {\rho }}\,{\bar {V}})=0}
- bilan de quantité de mouvement :

{\displaystyle {\bar {\rho }}\,{\bar {V}}{\frac {\mathrm {d} {\bar {V}}}{\mathrm {d} x}}=-{\frac {\mathrm {d} {\bar {p}}}{\mathrm {d} x}}}
- bilan d'énergie :

{\displaystyle {\bar {\rho }}{\bar {V}}{\frac {\mathrm {d} {\bar {e}}}{\mathrm {d} x}}=-{\frac {\bar {p}}{A}}{\frac {\mathrm {d} }{\mathrm {d} x}}(A{\bar {V}})}

## Équation d'Hugoniot
La vitesse du son {\displaystyle {\bar {c}}} à l'ordre 0 en {\displaystyle \epsilon } dans le milieu est donnée par:
{\displaystyle {\bar {c\,}}^{2}=\left.{\frac {\partial {\bar {p}}}{\partial {\bar {\rho }}}}\right|_{S}}
{\displaystyle S} (et non {\displaystyle {\bar {S}}}) est l'entropie. L'utilisation de cette relation suppose donc une restriction de ce qui suit à un écoulement isentropique, sans onde de choc. Dans notre cas :
{\displaystyle \mathrm {d} {\bar {p}}={\bar {c\,}}^{2}\mathrm {d} {\bar {\rho }}}
L'équation stationnaire de quantité de mouvement s'écrit alors :
{\displaystyle {\frac {\mathrm {d} {\bar {\rho }}}{\bar {\rho }}}=-{\bar {M}}^{2}\,{\frac {\mathrm {d} {\bar {V}}}{\bar {V}}}}
où {\displaystyle {\bar {M}}={\frac {\bar {V}}{\bar {c}}}} est le nombre de Mach à l'ordre 0.
L'équation de continuité stationnaire peut s'écrire sous la forme :
{\displaystyle {\frac {\mathrm {d} A}{A}}+{\frac {\mathrm {d} {\bar {\rho }}}{\bar {\rho }}}+{\frac {\mathrm {d} {\bar {V}}}{\bar {V}}}=0}
En l'introduisant dans l'équation précédente on obtient l'équation d'Hugoniot :
{\displaystyle {\frac {\mathrm {d} A}{A}}=({\bar {M}}^{2}-1){\frac {\mathrm {d} {\bar {V}}}{\bar {V}}}}
Cette équation montre que :
- en subsonique une diminution de l'aire entraîne une augmentation de la vitesse,
- en supersonique c'est le contraire.

Cette observation est à la base de la tuyère de Laval.